# توکوپیتا
توکوپیتا (به اسپانیایی: Tucupita) یک شهر در ونزوئلا و مرکز ایالت دلتا آماکورو است. توکوپیتا ۸۶٬۴۸۷ نفر جمعیت دارد و ۵ متر بالاتر از سطح دریا واقع شده‌است.